# Šantungská univerzita
Šantungská univerzita (čínsky v českém přepisu Šan-tung ta-süe, pchin-jinem Shāndōng Dàxué, znaky zjednodušené 山东大学, tradiční 山東大學) je univerzita v provincii Šan-tung v Čínské lidové republice. S bezmála šedesáti tisíci studenty patří k největším univerzitám ve státě. Velikosti dosáhla řadou slučování, přičemž za její nejstarší podobu je považována univerzita Čchi-lu založená začátkem 20. století americkými misionáři.
Univerzita má sedm kampusů, z toho šest v Ťi-nanu a jeden ve Wej-chaji. Další kampus je ve výstavbě v Čching-tau.